# Pistolet AMT AutoMag I
AutoMag I – pistolet samopowtarzalny skonstruowany w późnych latach 60. XX wieku przez Harry’ego Sanforda.
W latach 1965–1969 Harry Sanford skonstruował nowy nabój pistoletowy .44 AMP i zasilany nim pistolet. Nabój .44 AMP powstał przez scalenie skróconej do 33 mm łuski naboju .308 Winchester z pociskiem kalibru 10,9 mm (0,429"). Uzyskany w ten sposób nabój posiadał charakterystyki balistyczne zbliżone do naboju .44 Magnum.
Użycie tak silnego naboju wymusiło zastosowanie silnego węzła ryglowego. AutoMag I działał na zasadzie krótkiego odrzutu lufy i miał zamek ryglowany przez obrót lufy (sześć rygli).
Pierwsze pistolety AutoMag I powstały w 1969 roku w warsztacie rusznikarskim Harry’ego Sanforda. W 1971 roku został on rozbudowany i stał się częścią założonej przez Sanforda firmy AutoMag Corporation. W tym samym roku na rynku pojawił się pistolet Pasadena AutoMag wykonany ze stali nierdzewnej. W 1972 roku AutoMag Corporation zbankrutowała i prawa do produkcji pistoletu AutoMag oraz zmagazynowane części zostały sprzedane firmie Thomas Oil Company która utworzyła firmę Trust Deed Estates zajmującą się produkcją AutoMaga (Sanford kierował montażem). Pistolety produkowane przez tę firmę sprzedawane były jako TDE AutoMag. W tym samym czasie ofertę wzbogacono o pistolet AutoMag zasilany nabojem .357 AMP.
W następnych latach Sanford odkupił TDE od Thomas Oil Company. W 1974 roku TDE utworzyła spółkę z firmą Super Vel Corp. Później TDE połączyła się z firmą Ordnance Manufacturing Corp. Ostatnim właścicielem praw do produkcji Auto Maga była firma Arcadie Machine & Tools Inc. Produkcję pistoletu AutoMag zakończono w 1982 roku. W latach 1971–1982 wyprodukowano około 9500 sztuk pistoletów AutoMag I.